# Chengdu Open 2024
Lo Chengdu Open 2024 è stato un torneo di tennis giocato sul cemento. Si è trattato della sesta edizione del torneo, facente parte della categoria ATP Tour 250 nell'ambito dell'ATP Tour 2024. Si è giocato al Sichuan International Tennis Center di Chengdu, in Cina, dal 18 al 24 settembre 2024.

## Partecipanti

### Teste di serie
| Nazionalità | Giocatore                  | Ranking* | Testa di serie |
| ----------- | -------------------------- | -------- | -------------- |
| Italia      | Lorenzo Musetti            | 19       | 1              |
| Kazakistan  | Aleksandr Bublik           | 27       | 2              |
| Cile        | Nicolás Jarry              | 28       | 3              |
| Spagna      | Pedro Martínez             | 42       | 4              |
| Francia     | Adrian Mannarino           | 46       | 5              |
| Italia      | Lorenzo Sonego             | 50       | 6              |
| Francia     | Giovanni Mpetshi Perricard | 51       | 7              |
|             | Roman Safiullin            | 56       | 8              |

* Ranking al 16 settembre 2024.

### Altri partecipanti
I seguenti giocatori hanno ricevuto una wildcard per il tabellone principale:
- Kei Nishikori
- Sun Fajing
- Zhou Yi

I seguenti giocatori sono passati dalle qualificazioni:

- Alibek Kačmazov
- Shintaro Mochizuki
- Federico Agustín Gómez
- Térence Atmane

### Ritiri
Prima del torneo
- Nuno Borges → sostituito da  Christopher O'Connell
- James Duckworth → sostituito da  Lukáš Klein
- Marcos Giron → sostituito da  Adam Walton
- Hubert Hurkacz → sostituito da  Borna Ćorić
- Miomir Kecmanović → sostituito da  Tarō Daniel
- Jakub Menšík → sostituito da  Shang Juncheng
- Gaël Monfils → sostituito da  Tseng Chun-hsin
- Jordan Thompson → sostituito da  Yannick Hanfmann

## Partecipanti al doppio

### Teste di serie
| Nazione | Giocatore                 | Nazione   | Giocatore          | Ranking* | Testa di serie |
| ------- | ------------------------- | --------- | ------------------ | -------- | -------------- |
| Francia | Sadio Doumbia             | Francia   | Fabien Reboul      | 59       | 1              |
| Croazia | Ivan Dodig                | Brasile   | Rafael Matos       | 60       | 2              |
| India   | Yuki Bhambri              | Francia   | Albano Olivetti    | 87       | 3              |
| Messico | Miguel Ángel Reyes Varela | Australia | John-Patrick Smith | 122      | 4              |

* Ranking aggiornato al 16 settembre 2024.

### Altri partecipanti
Le seguenti coppie di giocatori hanno ricevuto una wildcard per il tabellone principale:
- Mo Yecong /  Tang Sheng
- Wang Aoran /  Zhou Yi

Le seguenti coppie di giocatori sono entrate in tabellone come alternate:
- Pavel Kotov /  Giovanni Mpetshi Perricard
- Toshihide Matsui /  Adam Walton

### Ritiri
Prima del torneo
- Ivan Dodig /  Adam Pavlásek → sostituiti da  Ivan Dodig /  Rafael Matos
- James Duckworth /  Roman Safiullin → sostituiti da  Benjamin Lock /  Courtney John Lock
- Austin Krajicek /  Jean-Julien Rojer → sostituiti da  Cui Jie /  Sun Fajing
- Rafael Matos /  Marcelo Melo → sostituiti da  Toshihide Matsui /  Adam Walton
- Christopher O'Connell /  Jordan Thompson → sostituiti da  Pavel Kotov /  Giovanni Mpetshi Perricard

## Punti
| Evento    | V   | F   | SF  | QF | 2T   | 1T | Q    | Q2   | Q1   |
| Singolare | 250 | 165 | 100 | 50 | 25   | 0  | 13   | 7    | 0    |
| Doppio    | 250 | 150 | 90  | 45 | N.D. | 0  | N.D. | N.D. | N.D. |

## Montepremi
| Evento    | V         | F         | SF       | QF       | 2T       | 1T       | Q2      | Q1      |
| Singolare | 178 195 $ | 103 950 $ | 61 115 $ | 35 415 $ | 20 565 $ | 12 565 $ | 6 285 $ | 3 425 $ |
| Doppio*   | 61 920 $  | 33 130 $  | 19 420 $ | 10 850 $ | N.D.     | 6 400 $  | N.D.    | N.D.    |

*per team

## Campioni

### Singolare
Shang Juncheng ha sconfitto in finale  Lorenzo Musetti con il punteggio di 7-6(4), 6-1.
- È il primo titolo in carriera per Shang.

### Doppio
Sadio Doumbia /  Fabien Reboul hanno sconfitto in finale  Yuki Bhambri /  Albano Olivetti con il punteggio di 6-4, 4-6, [10-4].